# Ausschlussfehler
Ein Ausschlussfehler ist ein Fehler oder  Foul, der in manchen Ballsportarten zum Ausschluss eines Spielers führt, oftmals nur für kürzere Zeit, so dass der Spieler nach der Zeitstrafe wieder ins Feld darf. Allerdings spielt die vom Ausschluss betroffene Mannschaft während der Zeitstrafe in Unterzahl, das heißt mit einem Spieler weniger.

## Ausschlussfehler im Wasserball
Ein Ausschlussfehler wird im Wasserball von den Schiedsrichtern geahndet, wenn ein Spieler einen anderen festhält, den direkten Schuss blockiert oder ihn im Centerspiel stark beeinträchtigt. Der vom Ausschluss betroffene Spieler muss daraufhin sofort in die dem Protokoll gegenüber liegende Ecke schwimmen und unter dem roten Band durchtauchen. Nach 20 Sekunden darf er wieder in das Spielgeschehen eingreifen, sollte er vorher den Bereich verlassen, so droht ein erneuter Ausschlussfehler. Bei drei Ausschlussfehlern ist der Spieler für das Spiel gesperrt, allerdings mit Ersatz.
Ein Ausschlussfehler wird im Wasserballprotokoll mit einem A gekennzeichnet, der Spieler vom Protokoll mit der blauen Fahne wieder ins Spiel gewinkt.